# Routt County
Routt County är ett administrativt område i delstaten Colorado, USA, med 23 509 invånare. Den administrativa huvudorten (county seat) är Steamboat Springs. 

## Geografi
Enligt United States Census Bureau så har countyt en total area på 6 133 km². 6 116 km² av den arean är land och 17 km² är vatten.

### Angränsande countyn
- Carbon County, Wyoming - nord
- Jackson County - öst
- Eagle County - sydöst
- Grand County - sydöst
- Garfield County - sydväst
- Rio Blanco County - sydväst
- Moffat County - väst